# Климент Кьосев
Климент е български учител, свещеник и архимандрит, участник в борбата за утвърждаване на Българската екзархия в Македония.

## Биография
Роден е в големия български македонски град Воден, тогава в Османската империя, днес в Гърция, със светското име Иван Кьосев. Завършва Българската духовна семинария в Цариград. В учебната 1900 – 1901 година е учител в Петрич, където се жени за учителката петричанка Анета Попдимитрова Филипова, завършила Солунската девическа гимназия. По-късно е ръкоположен за свещеник. Заема длъжността председател на българската църковно-училищна община в Долна Джумая. В началото на 1908 година гърците, подкупени от владиката, организират срещу него и българските учители в същия град неуспешен опит за покушение. Властта арестува местният влах Лачо Димитров, който си признава, че получил 5 лири от гръцкия владика за да изплати данъците си, но с условие да убие българския председател. По-късно е преместен за архиерейски наместник в голямото драмско село Просрочен. Той има основен принос за разкриването на българското училище в град Драма през 1908 година.
След смъртта на съпругата си, Иван Кьосев се замонашва под името Климент и като йеромонах в 1911 година е назначен за председател на Българската църковно-училищна община в Петрич. Като председател на общината е сред организаторите на защитата на града през есента на 1912 година от отстъпващите турски войски.
Участва като делегат от Шуменското македонско благотворително братство в обединителния конгрес на Македонската федеративна организация и Съюза на македонските емигрантски организации от януари 1923 година.
По време на българското управление в Македония през 1941 – 1944 година е назначен за архиерейски наместник в Демир Хисар.
През 1949 година по политически причини е изселен от град Горна Джумая, където живее. Умира през 1950-те години в същия град.